# Кладбище Святого Николая (Баутцен)

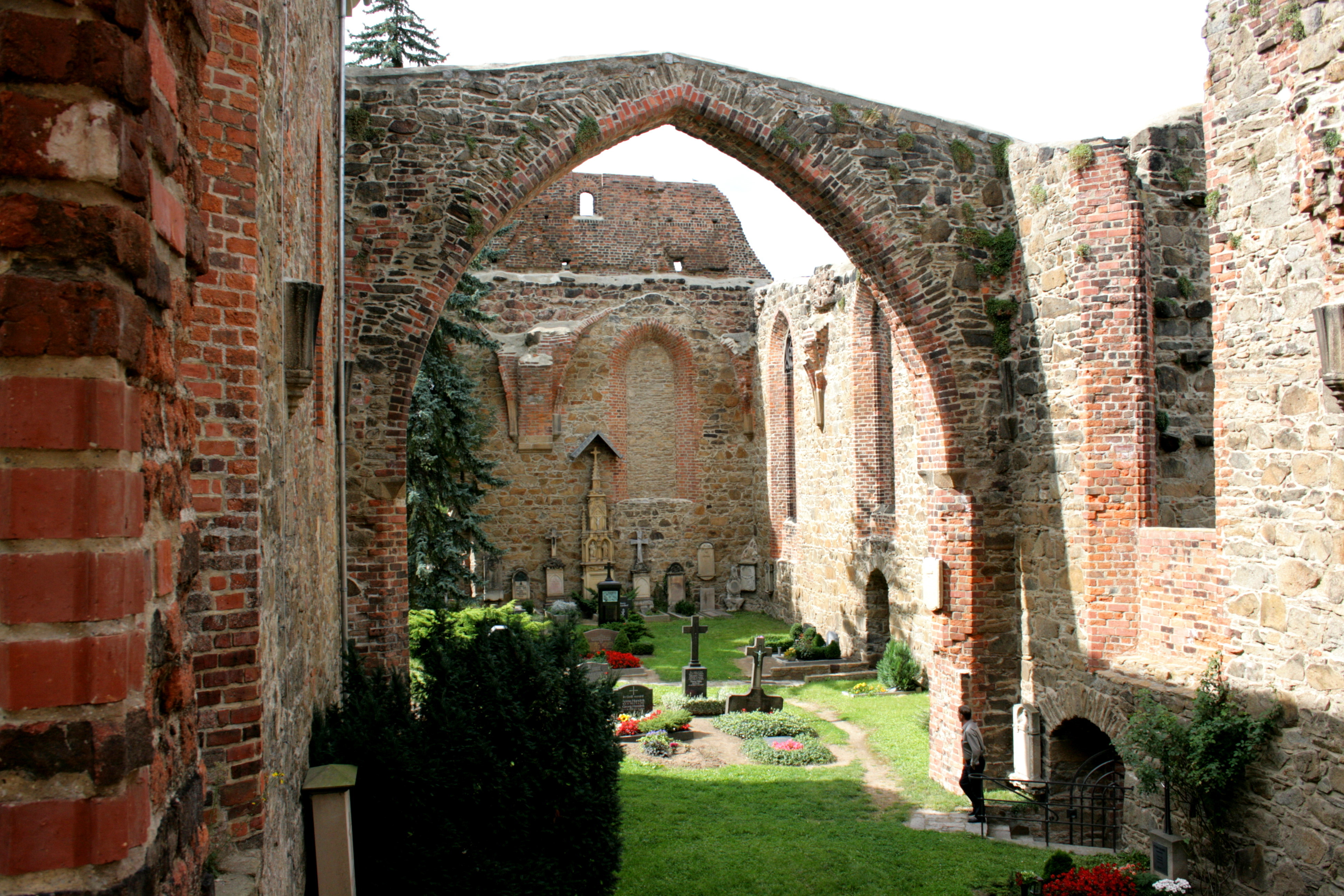
Руины храма святого Николая

Кладбище святого Николая, или Ми́клаушк (в.-луж. Mikławšk; нем. Nicolaifriedhof) — католическое кладбище, исторический некрополь, находящийся в старой части города Баутцен, Германия. Исторический памятник лужицкого народа.
Кладбище было основано в 1455 году. Первые захоронения производились за пределами городских ворот Святого Николая в северной части города. Своё наименование некрополь получил от католического храма Святого Николая, который был построен в 1444 году. Церковь святого Николая была разрушена в 1634 году при взятии Будишина саксонскими войсками во время Тридцатилетней войны. В 1852 году на территории кладбища была построена небольшая часовня, которая до настоящего времени используется для проведения погребальных обрядов.
На кладбище похоронены известные представители лужицкого народа и деятели католической церкви.